# Wurging (huiselijk geweld)
Wurging in het kader van huiselijk geweld is een potentieel dodelijke aanval op een andere persoon, waarbij bewusteloosheid binnen enkele seconden kan optreden en de dood binnen enkele minuten. Gevallen van wurging zijn soms moeilijk fysiek vast te stellen en deze vorm van geweld werd voordien niet behandeld als een serieus misdrijf. In de Verenigde Staten is wurging tegenwoordig echter een specifiek misdrijf en een verzwarende omstandigheid in zaken van mishandelingen en (poging tot) doodslag.

## Epidemiologie
Een systematische beoordeling van 23 artikelen die zijn gebaseerd op 11 enquêtes uit 9 landen wees uit dat 3.0% tot 9.7% van de vrouwen aangaf ooit te zijn gewurgd door een mannelijke partner. 0,4% tot 2,4% gaf aan dat zij dit het afgelopen jaar hadden meegemaakt. De kans bleek 2 tot 14 keer groter dat een vrouw door een mannelijke partner was gewurgd.
Wurging is een mogelijk voorspeller voor toekomstig geweld met een dodelijke afloop. De kans dat het slachtoffer uiteindelijk wordt vermoord door de partner is 7 keer zo groot indien deze in het verleden eerder het slachtoffer werd van wurging.

## Ervaring
De ervaring van gewurgd worden wordt wel vergeleken met het gevoel van verdrinking en kan als een vorm van marteling worden aangemerkt, aangezien de beleving overeenkomt met die van waterboarding.
Plegers van huiselijk geweld en verkrachting wurgen hun slachtoffers vaak niet met de intentie om hen te doden, maar wel om hun te laten weten dat ze dit zouden kunnen doen wanneer ze dat willen. Wanneer slachtoffers dit "beseffen", zullen zij uiteindelijk wegens angst onder de macht en de controle van hun misbruiker leven.

## Fysieke gevolgen
Wurging kan leiden tot lichte of zware verwondingen en de dood. In veel gevallen ontbreekt uitwendig bewijs en de verschijnselen die optreden na wurging zijn niet altijd specifiek: longklachten na wurging worden bijvoorbeeld vaak onterecht toegeschreven aan stress en hyperventilatie. Het slachtoffer presenteert zich mogelijk met inwendige verwondingen aan het strottenhoofd, het spijsverteringsstelsel, verwondingen aan de bloedvaten en neurologische schade.
Klinische symptomen van de inwendige verwondingen die kunnen optreden zijn een pijnlijke nek en keel, stemveranderingen (heesheid of onvermogen om te spreken), hoesten, moeite met slikken en een verandering in het bewustzijn en gedrag. Neurologische symptomen zijn gezichtsveldveranderingen en het zien van sterren of lichtflitsen. Postanoxische encefalopathie, psychose, epilepsie en progressief geheugenverlies kunnen zich voordoen.
In geval van een levensbedreigende poging tot wurging zullen het zicht en het bewustzijn sterk afnemen (bewusteloosheid). Ook kan incontinentie zich voordoen. Petechiën zijn vaak zichtbaar op de huid. Ook slachtoffers die op het eerste oog minimaal gewond lijken te zijn kunnen uren, dagen of weken later alsnog overlijden wegens progressieve en onomkeerbare encefalopathie.
Zichtbare tekenen van wurging zijn verwondingen in het gezicht, de ogen, de oren, neus, mond, kin nek, hoofd, schedel, borst en schouders, die zich mogelijk kenmerken door roodheid, schrammen, afdrukken van vingernagels, "rope burns" indien er een touw of ruim is gebruikt, bloeddoorlopen ogen en cyanose.